# Antonio Maria Cagiano de Azevedo
 
Antonio Maria Cagiano de Azevedo (14 de dezembro de 1797 - 13 de janeiro de 1867) foi um cardeal católico e ocupou vários cargos jurídicos significativos dentro da Igreja Católica durante o século XIX.

## Vida pessoal
Cagiano nasceu em 14 de dezembro de 1797 em Santopadre em uma família nobre; era filho de Ottavio Cagiano de Azevedo.  Cagiano era tio do cardeal Ottavio Cagiano de Azevedo.
Foi educado na Pontifícia Academia dos Nobres Eclesiásticos de Roma e, em seguida, no Archgymnasium de Roma, onde se doutorou em utroque iuris (direito civil e canônico).

## Serviço eclesiástico
Cagiano foi ordenado em 1824 e foi imediatamente nomeado para vários cargos político-jurídicos em rápida sucessão, incluindo:
- Secretário do reitor da Sagrada Rota Romana.
- Membro do colégio de advogados consistoriais.
- Prelado doméstico do Papa Pio VIII.
- Assessore criminale do auditor geral da Câmara Apostólica e do governador de Roma.
- Auditor do Tribunal de Assinatura de Justiça.
- Protonotário apostólico.
- Governador da cidade de Spoleto.
- Presidente da província de Perugia.
- Pró-legado em Ferrara.
- Secretário da Sagrada Consulta.
- Vice-presidente do Conselho de Saúde.
- Reitor da Universidade La Sapienza de Roma.
- Secretário do S.C. Consistorial
- Auditor geral da Câmara Apostólica.

Ele foi eleito bispo de Senigaglia em 1844 e foi consagrado pelo Papa Gregório XVI.

## Cardinalato
Cagiano foi elevado a cardeal em 1844 e foi nomeado cardeal sacerdote da Basílica da Santa Cruz em Jerusalém. 
Ele participou do Conclave Papal de 1846, que elegeu o Papa Pio IX.
Foi nomeado Prefeito da Sagrada Congregação do Conselho em 1853 e ocupou o cargo até 1860. Em 1854, Cagiano foi nomeado cardeal-bispo de Frascati, onde serviu até sua morte. Entre 1855 e 1856 foi nomeado Camerlengo do Sagrado Colégio dos Cardeais e em 1860 foi nomeado Penitenciário Apostólico, cargo que também ocupou até à sua morte.

## Morte
Cagiano morreu em 13 de janeiro de 1867 em Roma. O seu funeral teve lugar a 16 de Janeiro de 1867, com a participação do Papa Pio IX e foi sepultado na Santa Croce in Gerusalemme.